# Doc-U
Doc-U è stato un canale televisivo italiano tematico edito da Switchover Media.

## Storia
L'emittente iniziò ufficialmente le trasmissioni sul digitale terrestre il 19 dicembre 2011 all'interno del multiplex TIMB 2 (nella configurazione usata per le aree dove le trasmissioni erano solo in digitale). Trasmetteva nel formato 16:9, con risoluzione 576i. Proponeva documentari sulle varie città del mondo e sulla vita degli animali.
Il canale ha cessato le proprie trasmissioni alla mezzanotte del 13 luglio 2012 ed è stato sostituito, nello stesso mux, da Focus, che ha iniziato ufficialmente le trasmissioni il 28 luglio dello stesso anno.